# Portion Boys
Portion Boys è un gruppo musicale finlandese fondato nel 2010 e composto da A.P. Vuori, El Meissel, Kenraali Vahva, Taiteilija Nieminen e JaloTiina.

## Storia
I componenti dei Portion Boys sono originari di Isojoki e Tampere. Il gruppo ha iniziato a pubblicare musica su YouTube nel 2010, e dal 2014 i loro singoli sono distribuiti in digitale dalla Sony Music Finland. Il loro primo ingresso nella Suomen virallinen lista è arrivato nel 2016 con il singolo Pokemoneja. Al 2022 gruppo ha raggiunto la top ten della classifica nazionale in cinque altre occasioni, ottenendo un primo posto nell'estate del 2021 con Vauhti kiihtyy, certificato doppio disco di platino.
Nel 2023 è stata confermata la partecipazione dei Portion Boys all'annuale Uuden Musiikin Kilpailu, programma di selezione del rappresentante finlandese all'Eurovision Song Contest, dove hanno presentato l'inedito Samaa taivasta katsotaan. All'evento si sono classificati al 2º posto su 7 partecipanti, arrivando ultimi nel voto della giuria e secondi nel televoto.

## Formazione
Attuale
- A.P. Vuori (Aapo Vuori) – voce (2021-)
- Kenraali Vahva (Raimo Paavola) – rapping (2010-)
- El Meissel (Mikael Forsby) – tastiera (2010-)
- Taiteilija Nieminen (Roope Nieminen) – batteria
- JaloTiina (Tiina Forsby) – ballo

Membri precedenti
- Jyrki Paavola – voce (2010-2020)

## Discografia

### EP
- 2020 – Portion of Secret Melodies
- 2021 – Suomalainen joulu

### Singoli
- 2014 – Luolamies
- 2015 – Loma
- 2016 – Huulleen
- 2016 – Intti
- 2016 – Kuka pelkää leijonaa
- 2016 – Pelimiehen paratiisi
- 2016 – Pokemoneja/Pokemon
- 2016 – Sierralla Nevadaan
- 2016 – Lännen nopein mies
- 2016 – Huudetaan
- 2017 – Karjala takas
- 2017 – Miesflunssa (feat. HesaÄijä)
- 2018 – 8-0
- 2018 – Rantahärkä
- 2018 – Niin kuin ennenkin
- 2019 – Mieleni pahotin
- 2019 – Päivit tua menee (feat. Pasi ja Anssi)
- 2019 – Lihamafia
- 2019 – Pumppaa
- 2020 – Maanantani
- 2020 – Mees
- 2021 – Kyläbaari
- 2021 – Vauhti kiihtyy (feat. Matti ja Teppo)
- 2022 – Elämän ABC
- 2022 – Kaasu pohjaan
- 2022 – Nautin elämästä
- 2022 – Perhe on sekaisin
- 2022 – Seitsemän päivää selvinpäin (con i Neljä Ruusua)
- 2023 – Samaa taivasta katsotaan

#### Come featuring
- 2016 – Kakkuu Järvellä (Pasi ja Anssi feat. Portion Boys)
- 2018 – YsäriBoi (DJ Oku Luukkainen feat. Pasi ja Anssi & Portion Boys)
- 2020 – Kesälahti (DJ Oku Luukkainen feat. Pasi ja Anssi & Portion Boys)